# Balatonalmádi

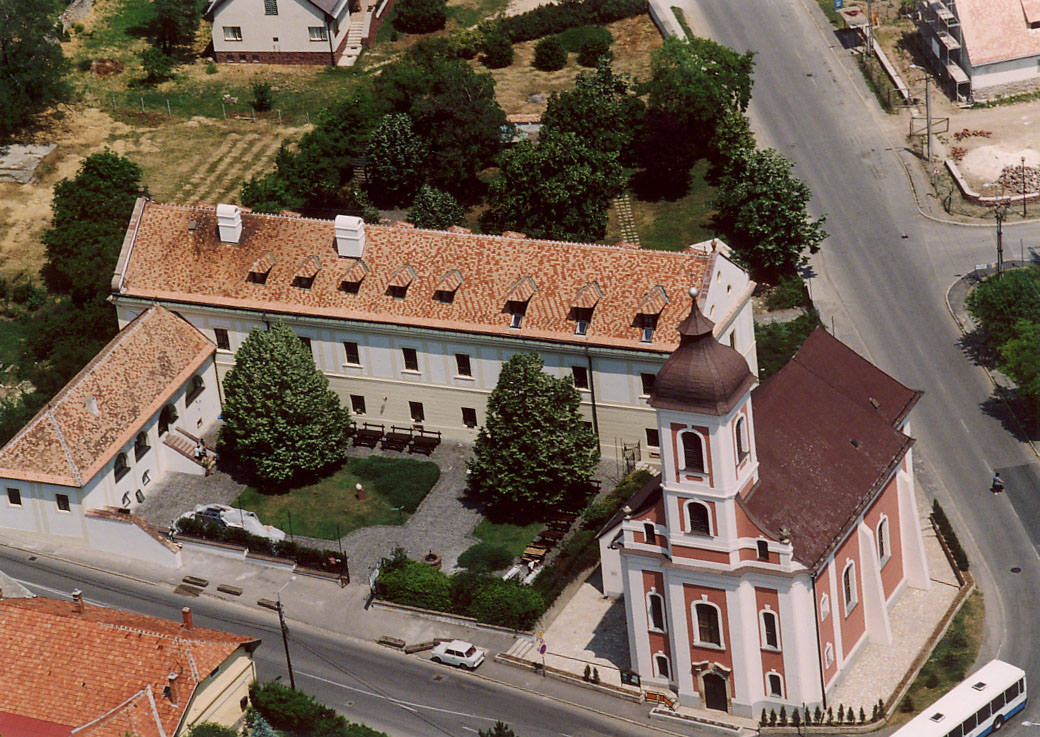
Kirche in Vörösberény

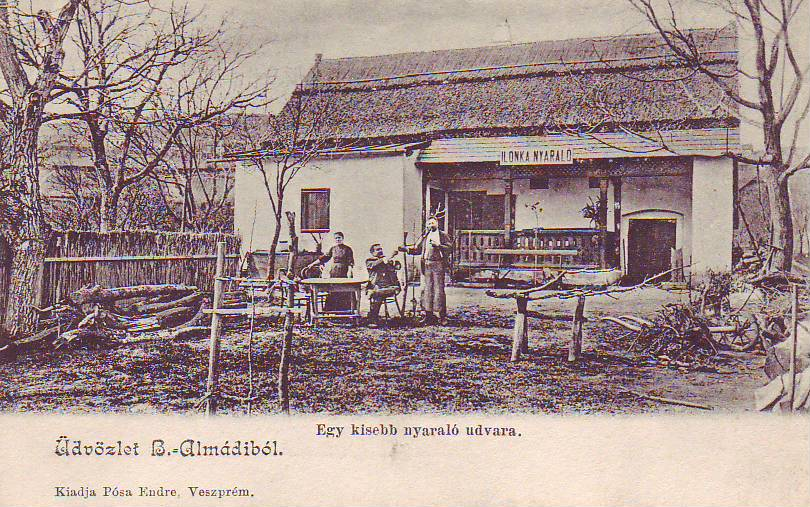
Wochenendhaus um 1900 in Balatonalmádi, typisch nach einem Geburtsnamen (Ilona) benannt

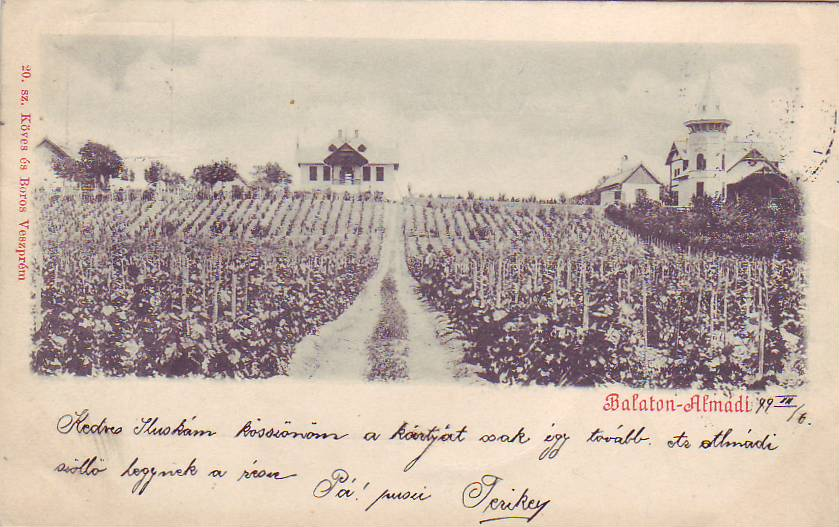
Balatonalmádi um 1900

Balatonalmádi [ˈbɒlɒtonɒlmaːdi] (ehemals Almádi) ist eine ungarische Stadt im gleichnamigen Kreis im Komitat Veszprém. Sie ist bekannt als Bade- und Kurort am Balaton (deutsch Plattensee), dem größten Binnensee Mitteleuropas. Zur Stadt gehören die Stadtteile Vörösberény (seit 1971), Budatava und Káptalanfüred.

## Geografische Lage
Balatonalmádi liegt am nordöstlichen Ufer vom Balaton, zehn Kilometer südöstlich des Komitatssitzes Veszprém. Nachbargemeinden sind Balatonfűzfő, Alsóörs, Felsőörs und Szentkirályszabadja.

## Geschichte
Anfang des 20. Jahrhunderts war Balatonalmádi ein bekannter Kurort mit Sanatorien, Kneipp-Anlagen und Luftbädern, in denen die Methode von Arnold Rikli praktiziert wurde. Offiziell wurde Balatonalmádi 1961 zum Badeort erklärt.
Archäologische Funde aus der Bronzezeit lassen darauf schließen, dass der Ort schon vor 8.000 Jahren besiedelt war. Die Kleinstadt liegt in der nordöstlichen Ecke vom Balaton und ist westlich und nördlich von sanft abfallenden Hügeln umgeben. Durch diese Hügel – z. B. den Öreghegy (deutsch „Alter Berg“) – ist Balatonalmádi von den im Sommer herrschenden Winden geschützt.
Balatonalmádi hat etwas über 8.000 ständige Einwohner, wobei jedoch in den Sommermonaten die Bewohnerzahl auf über 20.000 steigen kann. Der Tourismus ist heute die Haupteinnahmequelle.
Balatonalmádi ist in vier Stadtteile gegliedert: Vörösberény, Balatonalmádi und Káptalanfüred, bzw. Budatava, das früher verwaltungsmäßig zu Vörösberény gehörte.

## Sehenswürdigkeiten
Die Bauweise in Balatonalmádi ist charakteristisch für die Gegend: häufig wird roter Natursandstein verwendet, der hier zu finden ist. Die alten Villen und Kurhäuser sind am Öreghegy teilweise noch vorhanden, im Stadtkern findet man jedoch nur noch wenige dieser Gebäude.
Die meisten alten Gasthäuser in der Kleinstadt stehen nicht mehr. Das Kaffeehaus Liget im Alten Park am Strand wurde in den 1990er Jahren wiedereröffnet und wird als Familienbetrieb wieder als Café geführt. Im Öreg-Park gibt es eine Strandpromenade mit Musikpavillon und alten Baumbestand. Am Strand kommt man zum Eingang des größten Strandbades des Nordufers: das Wesselényi-Strandbad, das es in der heutigen Form seit 1953 gibt.
Auf dem Öreghegy befindet sich der im Jahre 1900 erbaute Óvári-Aussichtsturm, der einen Ausblick auf die Stadt und die Umgebung bietet. In Vörösberény steht der Wesselényi-Aussichtsturm, von dem man an schönen Tagen bis Tihany sehen kann.
Die Pfarrkirche zu Balatonalmádi, die den Namen des Hl. Emmerich trägt, wurde 1930 errichtet. Die Szent-Jobb-Kapelle dieser Kirche wurde nach einer Reliquie benannt: hier wird ein Stück des rechten Armes (Szent Jobb) des ersten Königs von Ungarn, Stephan I., aufbewahrt.
Die reformierte Wehrkirche in Vörösberény stammt aus dem 12. bis 13. Jahrhundert und vereint drei Stilrichtungen: die Grundmauern sind romanisch, die Fenster gotisch, und die Innenarchitektur ist vom Barock geprägt.
Im alten Rathaus (Városháza), in dem um 1900 auch Geschäfte untergebracht waren, befinden sich heute eine Musikschule und eine Bäckerei. Das neue Rathaus wurde anstelle eines im Jahr 1985 von einem Erdbeben beschädigten Gebäudes gebaut und befindet sich im Stadtkern, nicht weit vom bekanntesten Hotel in Almádi (früher Aurora, seit 2004 Ramada), das das höchste Gebäude der Stadt ist.

## Bildung
In der Stadt gibt es zwei Kindergärten, zwei Volksschulen und ein bilinguales (englisch-ungarischsprachiges) Gymnasium, in dem Muttersprachler die Unterrichtsfächer in englischer Sprache unterrichten. Das Gymnasium wurde in den 1980er Jahren als erstes zweisprachiges Gymnasium in Ungarn errichtet. Zum Gymnasium gehört auch ein modern ausgestattetes Internat. Im Stadtteil Vörösberény finanzierte der Finanzinvestor George Soros den Bau einer neuen Volksschule. In der Stadt gibt es auch ein Kulturzentrum mit moderner Bibliothek und Mehrzweckräumen.

## Verkehr
Balatonalmádi besitzt einen Bahnhof an der Bahnstrecke Székesfehérvár–Tapolca, an dem auch Schnellzüge aus Budapest halten. Durch die Stadt führt die Hauptstraße Nr. 71, von der die Landstraßen Nr. 7217 und Nr. 7218 ins Landesinnere abzweigen. Weiterhin bestehen Schiffsverbindungen zu anderen Orten am Balaton.

## Städtepartnerschaften
Balatonalmádi pflegt partnerschaftliche Beziehungen zu Kalajoki (Finnland), San Michele al Tagliamento (Italien), Eggenfelden (Deutschland) und Nyitragerencsér (Slowakei).

## Söhne und Töchter
- Ferenc Szoldatits (1820–1916), Maler, Nazarener
- József Kerék (* 1933), Offizier der Volksrepublik Ungarn